# 1998年アジア競技大会における柔道競技
1998年アジア競技大会における柔道競技（1998ねんアジアきょうぎたいかいにおけるじゅうどうきょうぎ）は1998年12月7日から10日の4日間にわたって、タイのバンコク・タンマサート大学で開催された。なお、今大会は男女とも無差別は実施されなかった。
　　　　　　　　　　　　　

## 大会結果

### 男子
| 階級        | 金                       | 銀                     | 銅                                                      |
| ----------- | ------------------------ | ---------------------- | ------------------------------------------------------- |
| 60kg以下級  | 徳野和彦                 | 楊波                   | ヌルボル・スレイメノフ 玄承勲                           |
| 66kg以下級  | 中村行成                 | イワン・バグラエフ     | エルデネバータル・ウーガンバヤル アラシュ・ミレスマイリ |
| 73kg以下級  | ハリウニ・ボルドバータル | 中村兼三               | アンドレイ・シュトゥルバビン 金大旭                     |
| 81kg以下級  | 趙麟徹                   | クァク・オクチョル     | ルシアン・セイルハノフ カゼム・サリハニ                 |
| 90kg以下級  | 柳盛淵                   | 中村佳央               | カモル・ムラドフ ダシュゼベグ・プレブスレン             |
| 100kg以下級 | 井上康生                 | アルメン・バグダサロフ | ファラード・マービ 朴星根                               |
| 100kg超級   | 篠原信一                 | マフムード・ミラン     | オチル・オドゲレル 藩松                                 |

### 女子
| 階級       | 金                             | 銀                       | 銅                                        |
| ---------- | ------------------------------ | ------------------------ | ----------------------------------------- |
| 48kg以下級 | 真壁友枝                       | チャ・ヒョニャン         | ヌアンチャン・タングプラパッソーン 高立娼 |
| 52kg以下級 | ケー・スンヒ                   | 金恵淑                   | 永井和恵 李瑩                             |
| 57kg以下級 | ヒシグバット・エルデネットオド | 沈君                     | 日下部基栄 鄭成淑                         |
| 63kg以下級 | 王顕波                         | 木本奈美                 | 呉玫玲 金花守                             |
| 70kg以下級 | 林貞淑                         | 天尾美貴                 | 陳秋萍 宗建鳳                             |
| 78kg以下級 | 唐琳                           | バルバラ・マッシャンギナ | サムブグ・ダシュドゥラム 姜旼廷           |
| 78kg超級   | 袁華                           | 李暁虹                   | 二宮美穂 パラダワディー・ペストニェー     |

### 各国メダル数
| 順    | 国・地域             | 金 | 銀 | 銅 | 計 |
| ----- | -------------------- | -- | -- | -- | -- |
| 1     | 日本                 | 5  | 4  | 3  | 12 |
| 2     | 中国                 | 3  | 2  | 4  | 9  |
| 3     | 韓国                 | 3  | 1  | 6  | 10 |
| 4     | モンゴル             | 2  | 0  | 4  | 6  |
| 5     | 北朝鮮               | 1  | 2  | 0  | 3  |
| 6     | カザフスタン         | 0  | 2  | 2  | 4  |
| 7     | イラン               | 0  | 1  | 3  | 4  |
| 8     | チャイニーズタイペイ | 0  | 1  | 2  | 3  |
| 8     | ウズベキスタン       | 0  | 1  | 2  | 3  |
| 10    | タイ                 | 0  | 0  | 2  | 2  |
| Total | Total                | 14 | 14 | 28 | 56 |

## 判定を巡って
63kg級決勝の木本奈美対中国の王顕波戦では、木本が先に背負投で技ありを取られるが、終了とほぼ同時に払巻込が決まって、一旦は逆転の一本勝ちが宣せられた。しかし、木本の一本は試合終了後の技で無効だと中国側が抗議をすると、王も畳に座り込んでこの判定に抗議の意を示した。これを受けて、すでに畳から降りていた審判団がジュリーとこの試合について協議した結果、逆転の払巻込を時間外の技と判断すると、再び畳に舞い戻ってさきほどの一本を取り消した。この結果、試合は王の勝利ということになってしまった。これに対して日本選手団は、IJF試合審判規定第19条fの6項にある、「一度、主審が試合者に試合の結果を指示したならば、主審と副審が試合場を離れた後には、主審はその判定を変えることができない。主審が間違って、違う試合者に試合の勝ちを指示したときは、２人の副審は、主審と副審が試合場を離れる前に、主審が間違った判定を直させなければならない。主審と副審とによる三者多数決によってなされたすべての動作や判定は、最終的なものであり、抗議は許されない。」という条項に明確に違反する行為であると抗議したものの、結果として受け入れられなかった。

## 外部サイト
- Asian Games Bangkok